# 毛利甲斐守邸跡

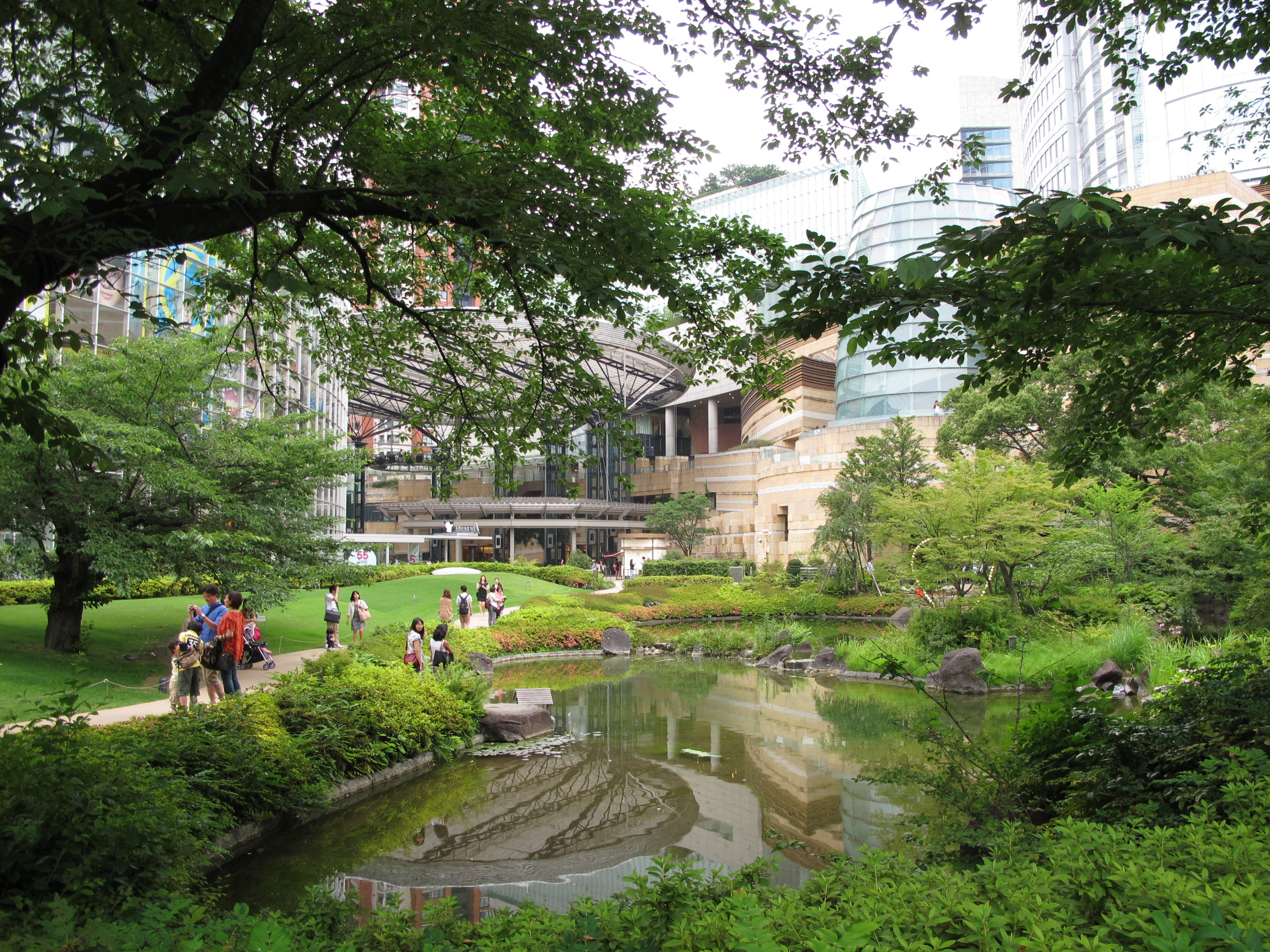
毛利庭園

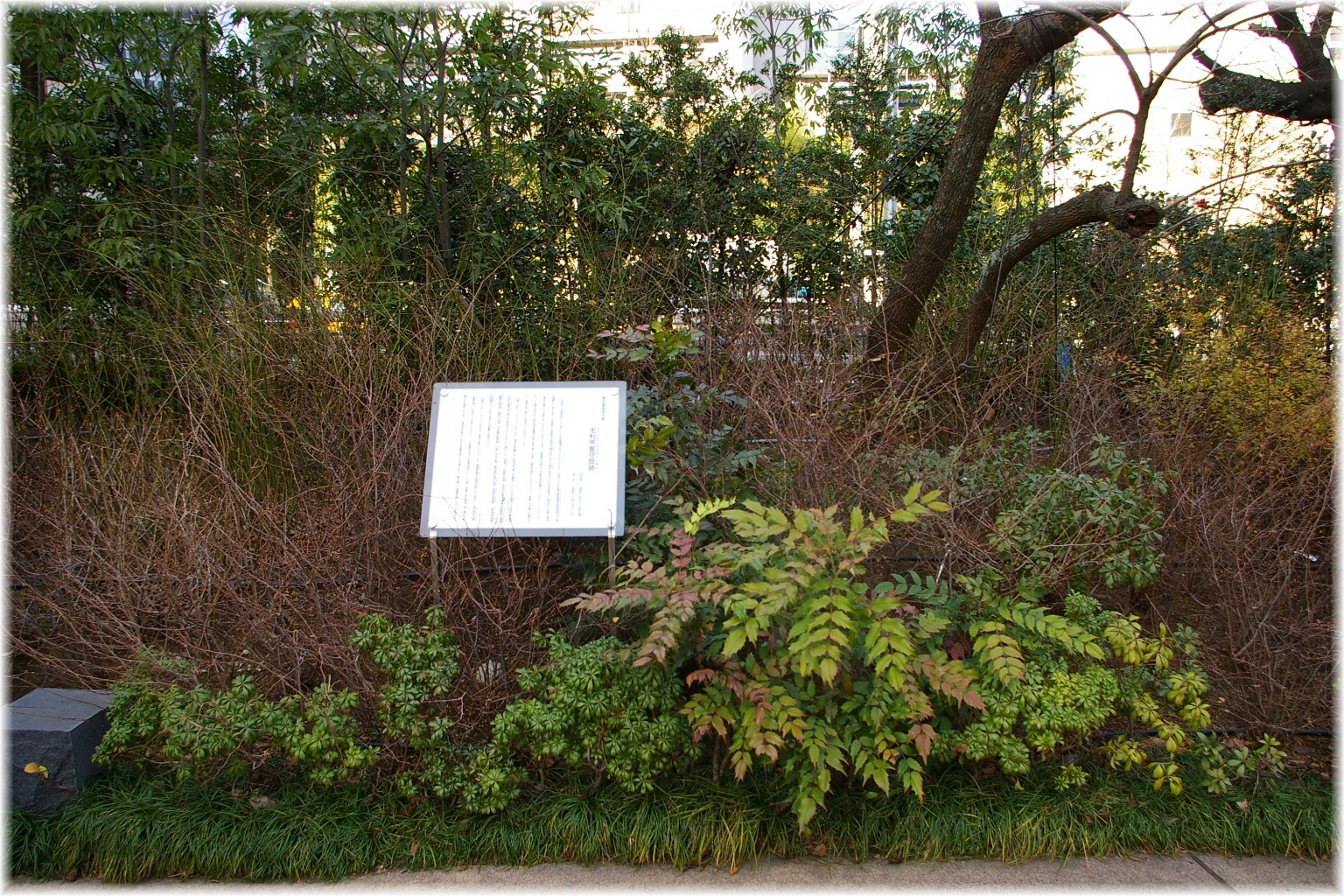
標柱

毛利甲斐守邸跡（もうりかいのかみていあと）は、東京都港区六本木六丁目にある史跡。長門長府藩主（現在の山口県下関市長府。長州藩毛利家の分家）だった毛利綱元の麻布上屋敷の跡地である。
現在は六本木ヒルズ内の毛利庭園（もうりていえん）となっており、ひょうたん池の傍に跡地である旨を示す標柱が建てられている。

## 歴史
慶安3年（1650年）に、初代長府藩主毛利秀元（秀元は文禄4年（1595年）に甲斐守となっていた）が上屋敷として設けた。
毛利綱元が長府藩主であった元禄15年（1702年）、赤穂事件が起こり、吉良義央邸に討ち入った赤穂浪士の岡嶋八十右衛門ら10人がお預けになり、幕府の沙汰を待った。元禄16年（1703年）2月4日同屋敷で切腹した。
享保3年（1718年）3月、第5代藩主であった毛利元矩が亡くなったために長府藩は一時無嗣断絶となるも、同年4月に清末藩主の毛利匡広による長府藩名跡相続により再興された。
嘉永2年（1849年）、のちに陸軍大将となる乃木希典が藩邸の侍屋敷で生まれ、幼年期を過ごした。
幕末には、禁門の変や長州征伐に対する幕府からの仕置きとして、長州藩・清末藩・徳山藩と共に江戸藩邸を没収された。
明治20年（1887年）、増島六一郎が取得して自邸とし、庭園を"芳暉園"と名付ける。
大正8年（1919年）4月、"乃木大将誕生地"として、旧跡（現東京都旧跡）に指定される。
昭和18年（1943年）3月、"毛利甲斐守邸跡"として、旧跡に指定される。
昭和27年（1952年）、ニッカウヰスキーが買収、同社東京工場となる。その後は、東映が買収し撮影所として所有され、昭和52年（1977年）、テレビ朝日（当時のNET）が東映から譲り受けて同社の敷地となると同時に、東映はテレビ朝日の筆頭株主となる。再開発により建設された六本木ヒルズが平成15年（2003年）4月にオープン、デベロッパーの「森」と「毛利」の語呂が良いとして、同ビルの日本庭園が毛利庭園と名付けられる。

## 毛利庭園
- 春にはソメイヨシノが咲くほか、秋には紅葉を楽しめるなど、四季を問わず風景を楽しめる。また冬にはイルミネーションで彩られる演出もある。
- テレビ朝日の天気予報で、毛利庭園を背景に中継される場合が多い[2]。
- 綺麗な金のハートもあり、若者にも有名だ。

## ギャラリー

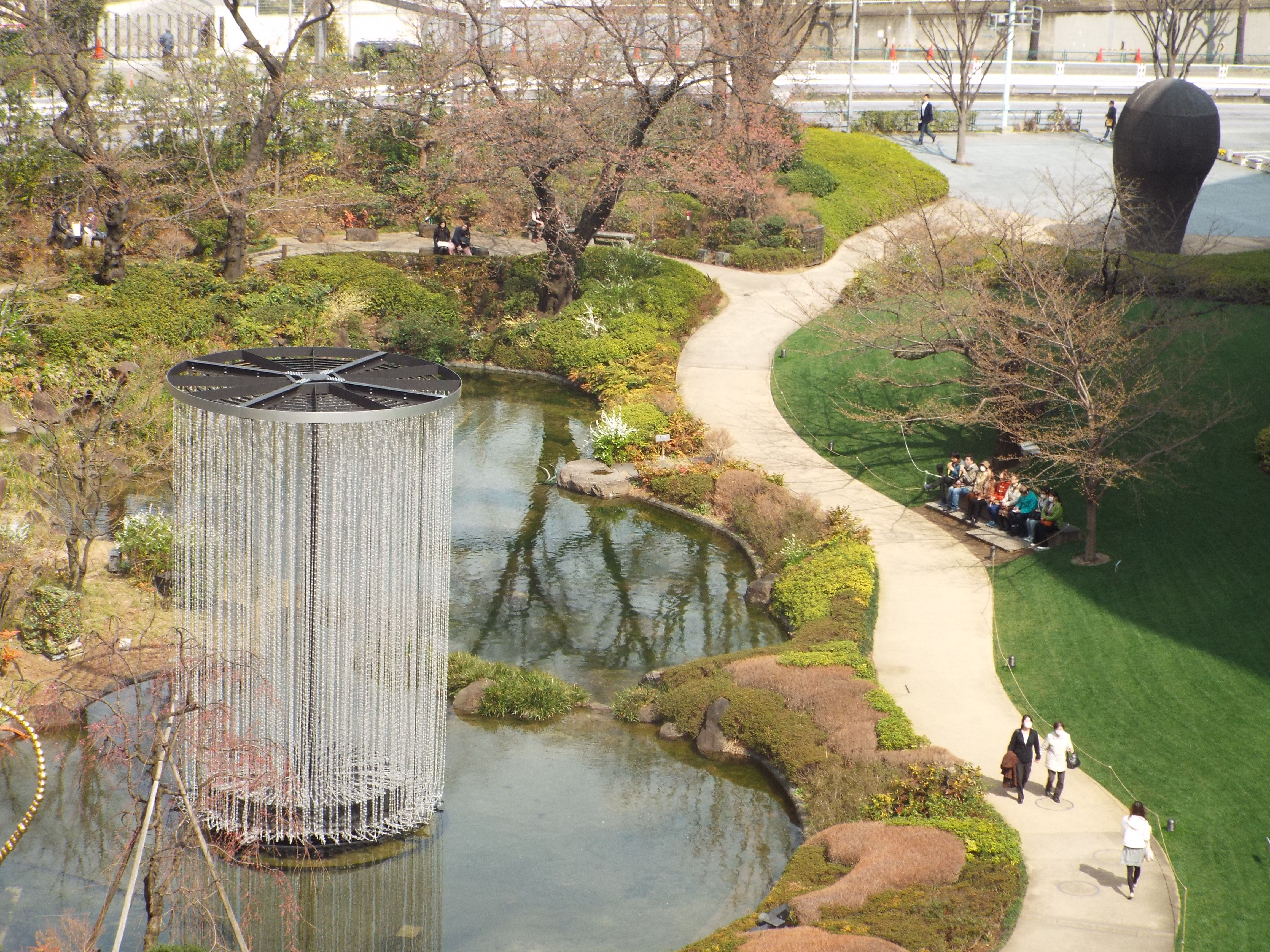
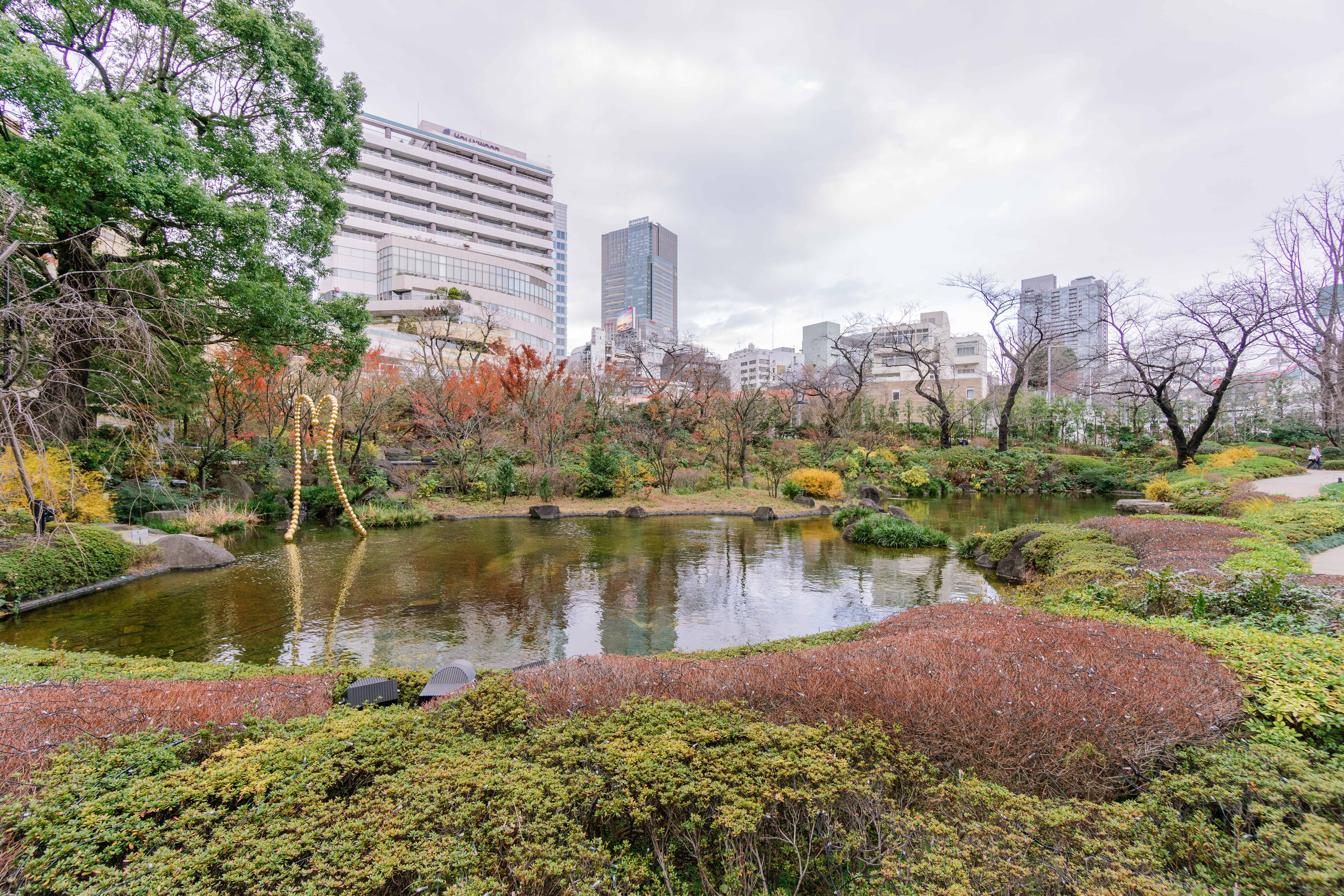

## 赤穂浪士終焉の地

### 預けられた赤穂浪士10名
1. 岡島八十右衛門（常樹）
2. 吉田沢右衛門（兼貞）
3. 武林唯七（隆重）
4. 倉橋伝助（武幸）
5. 村松喜兵衛（秀直）
6. 杉野十平次（次房）
7. 勝田新左衛門（武尭）
8. 前原伊助（宗房）
9. 小野寺幸右衛門（秀富）
10. 間新六（光風）

- 水野家と細川家は赤穂浪士を厚遇したが、毛利家は赤穂浪士を罪人として冷遇したと伝わる[3]。
- 毛利家の意向により、赤穂浪士の墓や顕彰碑の類が藩邸跡に一切存在しない（毛利師就は江戸城の松の廊下にて乱心した水野忠恒から刃傷を受け、師就は吉良義央に倣い刀を抜かずに対応し、重傷を負ったが一命をとりとめた）[4]。庭園名に「毛利」を冠した森ビルも踏襲している[5]。

### 他大名邸における遺構
四十六士がお預けとなり切腹した四大名家の藩邸は、いずれも今日の東京都港区にある。
| 預先               | 江戸藩邸              | 史跡                       | 所在地       |
| ------------------ | --------------------- | -------------------------- | ------------ |
| 細川越中守（綱利） | 肥後熊本藩 高輪下屋敷 | 大石良雄外十六人忠烈の跡   | 高輪一丁目   |
| 水野監物（忠之）   | 三河岡崎藩 芝中屋敷   | 水野監物邸跡               | 芝五丁目     |
| 松平隠岐守（定直） | 伊予松山藩 三田中屋敷 | 大石主税良金ら十士切腹の地 | 三田二丁目   |
| 毛利甲斐守（綱元） | 長門長府藩 麻布上屋敷 | 毛利甲斐守邸跡             | 六本木六丁目 |